# Moreda–Granada-vasútvonal
A Moreda–Granada-vasútvonal egy 56,7 km hosszúságú, nem villamosított, 1668 mm nyomtávolságú vasútvonal a Morelábor és Granada között Spanyolországban.
Eredetileg az Almanzora vasút részét képezte, melyet 1985-ben részben bezártak. Jelenleg a Linares-Baeza és Almería közötti vonal egyik ágát képezi. Ez egyike annak a két vasútvonalnak, amely eléri a Granadát, a Bobadilla-Granada-vasútvonallal együtt.

## A vonal
A vonal biztosítóberendezése az ASFA, a vonatok legnagyobb megengedett sebessége 140 km/h, bár a vonal mentén számos sebességkorlátozás is érvényben van. Legfeljebb 270 méter hosszúságú személyszállító vonatok és 450 méteres tehervonatok közlekedhetnek rajta. A vonalnak két alagútja is van, egy kisebb alagút a Cubillas rezervoár közelében, és egy másik hosszabb alagút, amely lehetővé teszi, hogy teljesen a föld alatt keresztezze Iznalloz óvárosát.
1904-ben nyílt meg.
Tulajdonosa az ADIF, a járatokat az RENFE üzemelteti.